# Hyosciurus
Hyosciurus és un gènere d'esquirols endèmics de l'illa indonèsia de Sulawesi. Tenen el musell llarg i semblant a una trompa, la cua curta i les urpes grans en comparació amb altres espècies d'esquirols. No se sap gaire cosa sobre el seu estil de vida. Sembla que passen gran part del temps a terra, on busquen aliment pel sotabosc i excaven el cau. El nom Hyosciurus significa 'esquirol porc' i es refereix a la particular forma del seu nas.

## Taxonomia
- Esquirol de Heinrich (Hyosciurus heinrichi)
- Esquirol de musell llarg de plana de Sulawesi (Hyosciurus ileile)